# Prisma di Wollaston

Prisma di Wollaston

Un prisma di Wollaston è un tipo di prisma in grado di separare la luce in entrata in due fasci polarizzati ortogonalmente.
Inventato da William Hyde Wollaston, è costituito da due prismi di calcite ortogonali, incollati insieme sulla loro base con balsamo del Canada, per formare un dispositivo ottico con assi ottici perpendicolari. I raggi luminosi uscenti divergono dal prisma, dando due raggi polarizzati ortogonalmente, con l'angolo di divergenza determinato dalle caratteristiche geometriche dei prismi, in particolare dall'angolo del cuneo dei prismi, e dalla lunghezza d'onda della luce.
Con questo prisma Wollaston fu il primo a osservare le linee nere dello spettro solare, senza tuttavia studiarle sistematicamente né fornendo ipotesi sulla loro origine.